# Vitesse in het seizoen 1896/97
| Eerste klasse Oost |    |
| ------------------ | -- |
| Wedstrijden        | 4  |
| Gewonnen           | 3  |
| Gelijk             | 1  |
| Verloren           | 0  |
| Thuis              | 2  |
| Uit                | 2  |
| Doelsaldo          | +7 |
| voor               | 12 |
| tegen              | 5  |
| ‘De Nul’           | 2  |

Vitesse kwam in het seizoen 1896/1897 voor het eerst uit in de Eerste klasse Oost van de Nederlandse Voetbal Bond (NVB).

## Samenvatting
In het vijfde seizoen van haar bestaan speelde Vitesse competitiewedstrijden in de Eerste klasse Oost van de NVB. Vitesse werd kampioen van deze competitie op het hoogste niveau, maar er is nog geen kampioenscompetitie tegen de kampioen van divisie West.
Vitesse speelde in een clubtenue bestaande uit een "witte trui met blauwe sjerp", refererend aan de stadskleuren van Arnhem.

## Selectie en statistieken
Legenda
| - W Wedstrijden - Doelpunten | - B Basisplaatsen - In Wissels In - Uit Wissels Uit |

| Nat.               | Spelersnaam           | Eerste klasse Oost | Eerste klasse Oost | Eerste klasse Oost | Eerste klasse Oost | Eerste klasse Oost |
| Nat.               | Spelersnaam           | W                  |                    | B                  | In                 | Uit                |
| ------------------ | --------------------- | ------------------ | ------------------ | ------------------ | ------------------ | ------------------ |
| Vlag van Nederland | Rudy d'Arnaud Gerkens | 4                  | 0                  | 4                  | 0                  | 0                  |
| Vlag van Nederland | Chris Engelberts      | 1                  | 0                  | 1                  | 0                  | 0                  |
| Vlag van Nederland | Piet Hendriks         | 4                  | 4                  | 4                  | 0                  | 0                  |
| Vlag van Nederland | Rein Hendriks         | 4                  | 0                  | 4                  | 0                  | 0                  |
| Vlag van Nederland | Engbertus Hesselink   | 3                  | 0                  | 3                  | 0                  | 0                  |
| Vlag van Nederland | Herman Hesselink      | 3                  | 2                  | 3                  | 0                  | 0                  |
| Vlag van Nederland | Willem Hesselink      | 4                  | 2                  | 4                  | 0                  | 0                  |
| Vlag van Nederland | Isaac Jacobsen        | 3                  | 0                  | 3                  | 0                  | 0                  |
| Vlag van Nederland | Jan Jager             | 4                  | 0                  | 4                  | 0                  | 0                  |
| Vlag van Nederland | Hendrik Lutjens       | 4                  | 0                  | 4                  | 0                  | 0                  |
| Vlag van Nederland | Herman Meihuizen      | 4                  | 0                  | 4                  | 0                  | 0                  |
| Vlag van Nederland | Harry Roqué           | 4                  | 2                  | 4                  | 0                  | 0                  |
| Vlag van Nederland | Willem van Rossum     | 2                  | 1                  | 2                  | 0                  | 0                  |
| Totaal             | Totaal                | 4                  | 12                 | 44                 | 0                  | 0                  |
| Nat.               | Spelersnaam           | W                  |                    | B                  | In                 | Uit                |
| Nat.               | Spelersnaam           | Eerste klasse Oost |                    |                    |                    |                    |

### Topscorers
| Eerste klasse Oost: \| Nr. \| Naam \| \| \| --------------------------- \| --------------------------- \| -- \| \| 1 \| Piet Hendriks \| 4 \| \| 2 \| Herman Hesselink \| 2 \| \| 2 \| Willem Hesselink \| 2 \| \| 2 \| Harry Roqué \| 2 \| \| 5 \| Willem van Rossum \| 1 \| \| Eigen doelpunt tegenstander \| Eigen doelpunt tegenstander \| 1 \| \| Totaal \| Totaal \| 12 \| |                             |              |
| Nr. | Naam                        | Doelpunt(en) |
| 1 | Piet Hendriks               | 4            |
| 2 | Herman Hesselink            | 2            |
| 2 | Willem Hesselink            | 2            |
| 2 | Harry Roqué                 | 2            |
| 5 | Willem van Rossum           | 1            |
| Eigen doelpunt tegenstander | Eigen doelpunt tegenstander | 1            |
| Totaal | Totaal                      | 12           |

## Wedstrijden
Bron: Vitesse Statistieken
| Legenda    |
| ---------- |
| Winst      |
| Gelijkspel |
| Verlies    |

### Eerste klasse Oost
| Datum            | Thuis    | Uitslag   | Uit      | Doelpuntenmakers Vitesse                                         | Bijzonderheden |
| ---------------- | -------- | --------- | -------- | ---------------------------------------------------------------- | -------------- |
| 29 november 1896 | EFC PW   | 3–4 (0–3) | Vitesse  | W. Hesselink (2x; 0–1, 0–2), Van Rossum (0–3), P. Hendriks (0–4) |                |
| 21 februari 1897 | Go Ahead | 2–2 (0–2) | Vitesse  | H. Hesselink (0–1), P. Hendriks (0–2)                            |                |
| 28 februari 1897 | Vitesse  | 3–0 (1–0) | EFC PW   | P. Hendriks (1–0), H. Hesselink (2–0), ? (e.d.; 3–0)             |                |
| 15 maart 1897    | Vitesse  | 3–0 (2–0) | Go Ahead | Roqué (2x; 1–0, 2–0), P. Hendriks (3–0)                          |                |

### Oefenwedstrijden
| Datum           | Thuis   | Uitslag | Uit            | Doelpuntenmakers Vitesse | Bijzonderheden |
| --------------- | ------- | ------- | -------------- | ------------------------ | -------------- |
| 8 november 1896 | Vitesse | 14–0    | Zutphania 1891 | ?                        |                |

## Eindstand Eerste klasse Oost 1896/'97
Bron: Arjan Molenaar & Rien Bor, 111 jaar Vitesse: De sportieve geschiedenis van Vitesse 1892-2003, Arnhem, 2003. ISBN 90-9017300-5
| Pos. | Club     | Plaats     | GS | W | G | V | Pnt. | DS        |
| ---- | -------- | ---------- | -- | - | - | - | ---- | --------- |
| 1    | Vitesse  | Arnhem     | 4  | 3 | 1 | 0 | 7    | +7 (12-5) |
| 2    | Go Ahead | Wageningen | 4  | 1 | 2 | 1 | 4    | +1 (9-8)  |
| 3    | EFC PW   | Enschede   | 4  | 0 | 1 | 3 | 1    | −8 (6-14) |